# Rineke Engwerda
Rineke Engwerda (Delden, 1974) is een hedendaags Nederlands kunstschilder.

## Biografie
Rineke Engwerda volgde onderricht aan de kunstacademie ArtEZ in Kampen (thans: locatie Zwolle) en studeerde in 1998 af aan de AKI te Enschede. In 2000 ontving zij een startstipendium van het Fonds voor Beeldende Kunsten, Vormgeving en Bouwkunst (thans: Mondriaan Fonds). In 2002 volgde een solo-expositie in The National Museum of Fine Arts in Valletta op Malta en in 2004 exposeerde ze in Seattle, USA. Ook heeft zij meerdere exposities in Nederland op haar naam staan.
Rineke Engwerda is woonachtig en werkzaam in Hengelo (Ov). Haar schilderijen worden regelmatig gepresenteerd door Galerie de Witte Kamer in Delden en Galerie Vonkel in Den Haag. In juni 2007 had ze een solotentoonstelling in het kunstcentrum te Hengelo.
In 2013 heeft ze meegedaan met de 1e aflevering van het 8e seizoen van het tv-programma Sterren op het Doek met Hanneke Groenteman waarin ze André Kuipers portretteerde.

## Schilderijen
De schilderijen van Engwerda kenmerken zich door een ambachtelijke schilderstijl. De hyperrealistisch geschilderde voorwerpen, vaak boten en auto's maar ook straatbeelden, worden afgewisseld met onschuldig aandoende lijntekeningen van stripachtige figuren, konijnen of vrouwen, hetgeen surreële beelden oplevert die de vraag lijken te stellen wat de grenzen van de realiteit zijn.